# 安氏半脊鯡
安氏半脊鯡為輻鰭魚綱鲱形目鲱科的其中一種，分布於非洲塞內加爾至安哥拉的淡水流域，體長可達13公分，棲息在淡水溪流、潟湖，生活習性不明。

## 擴展閱讀
維基物種上的相關：安氏半脊鯡